# Joseph Mahé
Joseph Mahé (* 31. Oktober 1937 in Arradon; † 5. Juli 1987 in Créteil) war ein französischer Radrennfahrer.

## Sportliche Laufbahn
Mahé war im Straßenradsport und im Querfeldeinrennen (heutige Bezeichnung Cyclocross) aktiv. 1963 wurde er Unabhängiger. Bei den Cyclocross-Weltmeisterschaften 1964 gewann er beim Sieg von Renato Longo die Bronzemedaille. Bei den Cyclocross-Weltmeisterschaften 1965 kam er auf den 9. Rang. In der nationalen Meisterschaft 1966 war er Dritter geworden. 
1957 wurde er auf der Straße hinter Henri Perly Zweiter im Circuit des 2 provinces.

## Familiäres
Sein älterer Bruder François Mahé war ebenfalls Radrennfahrer.